# Méthode des températures

Graphiques montrant le lien entre température basale et fertilité

La méthode des températures, aussi appelée méthode de la courbe thermique est une méthode d'observation de la fertilité pour détecter l'ovulation et donc la période de fertilité féminine, en vue d'une planification familiale naturelle. Ainsi il est possible de favoriser une grossesse, ou au contraire l'absence de grossesse ; cette méthode constitue à ce titre un moyen de contraception.

## Mode d'action
L’utilisation de cette méthode demande d’observer et de noter quotidiennement, sur un graphique, la température matinale. Elle permet d'identifier trois phases du cycle : infertilité relative, fertilité probable et infertilité certaine.
Le couple choisit alors d’avoir ou non des rapports sexuels pendant la période fertile, selon son désir d’éviter ou de favoriser une grossesse.

## Observation de la température
Cette méthode est fondée sur le fait que la progestérone augmente de quelques dixièmes de degrés la température corporelle. Comme cette hormone n'est sécrétée qu'à partir de la formation du corps jaune, cette augmentation de température indique l'ovulation. Comme la survie de l'ovule n'excède pas quelques heures, la fécondation est impossible en phase post-ovulatoire.
Pour repérer la phase post-ovulatoire la femme doit prendre sa température tous les matins à partir du sixième jour du cycle toujours à la même heure (avant de se lever du lit) après avoir dormi au moins trois heures. Les résultats de la prise de température doivent être marqués sur un tableau en donnant ainsi une courbe de température. La moyenne des températures basses donne le plateau bas. On constate que la température est montée si elle a augmenté au moins de trois dixièmes de degrés de la température du plateau bas. La période non féconde commence le troisième jour de la température haute.
La méthode a été codifiée en 1966 par l'OMS. Elle est souvent utilisée en corrélation avec un calcul statistique de début de cycle selon les règles édictées par le Dr Döring : il s'agit alors de la méthode « calculo-thermique ». Des moniteurs de fertilité et applications de contraception naturelle actualisent cette méthode, avec des taux d'efficacité variables.
Si les observations de la température sont combinées à des observations de la glaire cervicale et/ou du col de l’utérus, il s'agit alors de la méthode symptothermique.

## Utilisations
L'utilisation de la méthode et l'interprétation des graphiques permettent également une meilleure connaissance du cycle féminin et aussi de :
- déterminer la période d'ovulation- Détecter les causes possibles d’infertilité ;
- identifier les périodes d’infertilité naturelle ;
- prédire les menstruations ;
- découvrir les irrégularités du cycle ;
- reconnaître le retour des cycles ovulatoires après l’utilisation de contraceptifs hormonaux, après l’accouchement et pendant l’allaitement ;
- confirmer une grossesse à ses débuts ;
- détecter les premiers symptômes de la préménopause ;
- suivre l'évolution des cycles tout au long de la préménopause, même lorsqu'ils deviennent très longs.

## Efficacité
Le taux d'échec en emploi typique de la méthode des températures est supérieur à celui des contraceptifs hormonaux,.